# Dactylactis armata
Dactylactis armata är en korallart som beskrevs av van Beneden 1897. Dactylactis armata ingår i släktet Dactylactis och familjen Arachnactidae. Inga underarter finns listade i Catalogue of Life.